# Ne mangez pas les marguerites
Pour plus de détails, voir Fiche technique et Distribution.
Ne mangez pas les marguerites (titre original : Please Don't Eat the Daisies) est un film américain réalisé par Charles Walters, sorti en 1960.

## Synopsis
Par un beau soleil, Kate Mackay se démène sans compter entre sa maison, son mari et ses enfants chéris, quatre garçons, qui lui en font voir de toutes les couleurs. L'horrible maison à la campagne a besoin d'être retapée de fond en comble et le mari, critique dramatique à la plume venimeuse, voit les pièces dans les pires conditions, au milieu des spectateurs. Mais sa réputation de critique avisé va en prendre un coup le jour où, assistant à une pièce qu'il a lui-même écrite il y a plusieurs dizaines d'années, il reçoit la monnaie... de sa pièce.

## Fiche technique
- Titre original : Please Don't Eat the Daisies
- Titre français : Ne mangez pas les marguerites
- Réalisation : Charles Walters
- Scénario : Isobel Lennart d'après le livre Please Don't Eat the Daisies de Jean Kerr (en)
- Photographie : Robert J. Bronner
- Montage : John McSweeney Jr.
- Musique : David Rose
- Direction artistique : George W. Davis et Hans Peters
- Costumes : Morton Haack (en)
- Décors : Henry Grace, Jerry Wunderlich (en)
- Son : Franklin Milton
- Producteur : Joe Pasternak
- Producteur associé : Martin Melcher (en)
- Société de production : Euterpe Inc., Metro-Goldwyn-Mayer (MGM)
- Société de distribution : MGM
- Pays d'origine :  États-Unis
- Langue : anglais
- Format : couleur (Metrocolor) - 35 mm - 2,35:1 (CinemaScope) - son mono (Westrex Recording System)
- Genre : comédie
- Durée : 112 minutes
- Dates de sortie : 
  - États-Unis : 31 mars 1960 (New York)
  - France : 29 septembre 1960

## Distribution
- Doris Day  (VF : Claire Guibert) : Kate Robinson Mackay
- David Niven  (VF : Roland Ménard) : Lawrence Larry Mackay
- Janis Paige : Deborah Vaughn
- Spring Byington (VF : Hélène Tossy) : Suzie Robinson
- Richard Haydn  (VF : Gérard Férat) : Alfred North
- Patsy Kelly : Maggie
- Jack Weston  (VF : Roger Carel) : Joe Positano
- John Harding (VF : Jacques Thébault) : Révérend Norman McQuarry
- Margaret Lindsay : Mona James
- Carmen Phillips (VF : Jacqueline Porel) : Mary Smith (Mlle Martin en VF)
- Mary Patton (VF : Madeleine Barbulée) : Mme Hunter
- Irene Tedrow (VF : Henriette Marion) : Mrs. Greenfield (Granville en VF)
- Anatol Winogradoff (VF : Jacques Mancier) : le professeur
- Marina Koshetz (VF : Marie Francey) : Jane Marsh
- Donald Foster : Justin Withers (Justin Winter en VF)
- Benny Rubin (VF : Albert Augier) : Pete (Pierre en VF)
- Charles Herbert : David Mackay
- Stanley Livingston : Gabriel MacKay
- Flip Mark : George MacKay
- Baby Gellert : Adam McKay
- Peter Leeds : le secrétaire de MacKay
- Joseph Waring (VF : Philippe Mareuil) : le vendeur du grand magasin
- Frank Wilcox (VF : Jacques Mancier) : l’interviewer de la télévision

## Chansons du film
- "Please Don't Eat the Daisies" : musique et lyrics de Joe Lubin, interprétée par Doris Day
- Any Way the Wind Blows : musique de Marilyn Hooven et Joe Hooven, lyrics de By Dunham, interprétée par Doris Day
- Que Sera Sera de Jay Livingston et Ray Evans, interprétée par Doris Day
- I Concentrate on You de Cole Porter
- I've Got You Under My Skin de Cole Porter